# Pressure (2015)
Pressure is een Britse rampenfilm uit 2015, geregisseerd door Ron Scalpello.

## Verhaal
Pressure vertelt het verhaal van vier mannen die vast komen te zitten op de bodem van de Indische Oceaan in een duikerklok, ter hoogte van de kust van Somalië.

## Rolverdeling
| Acteur         | Personage |
| -------------- | --------- |
| Danny Huston   | Engel     |
| Matthew Goode  | Mitchell  |
| Joe Cole       | Jones     |
| Alan McKenna   | Hurst     |
| Ian Pirie      | Karsen    |
| Daisy Lowe     | Emily Lou |
| Gemita Samarra | Lisa      |

## Release en ontvangst
De film ging in première op 23 februari 2015 op het Glasgow Film Festival en verscheen op 21 augustus 2015 in het Verenigd Koninkrijk. Op Rotten Tomatoes heeft Pressure een waarde van 38% en een gemiddelde score van 4,70/10, gebaseerd op 13 recensies.